# Піднімання прямих ніг
Піднімання прямих ніг — це тест, який можна виконати під час фізичного обстеження, при цьому нога активно піднімається пацієнтом або пасивно терапевтом. Якщо підйом прямої ноги виконується пацієнтом активно, це перевірка функціональної сили ноги, зокрема прямого м’яза стегна (одночасно перевіряється як згинання стегна, так і сила розгинання коліна). Якщо проводиться пасивно (також називається симптомом Ласеґа або тестом Ласеґа), його використовують, щоб визначити, чи є у пацієнта з болем у попереку порушення чутливості нервових корінців, які часто розташовані в L5 (п'ятий поперековий спинномозковий нерв). Решта цієї статті стосується пасивної версії тесту.

## Техніка
Коли пацієнт лежить на спині на кушетці або на підлозі для обстеження, терапевт піднімає ногу пацієнта, випростану в коліні.
Варіантом є підняття ноги, коли пацієнт сидить. Однак це знижує чутливість тесту.
Щоб зробити цей тест більш специфічним, гомілку тримають під прямим кутом, а шию згинають вперед. Це збільшує розтяг корінця нерва.

## Інтерпретація
Якщо пацієнт відчуває біль у сідничному нерві, а точніше біль, що іррадіює вниз по нозі (ішіалгію), в положенні, коли пряма нога перебуває під кутом від 30 до 70 градусів, то тест позитивний і можливою причиною болю є грижа диска. Негативний тест свідчить про ймовірну іншу причину болю.
Позитивний тест на пряму ногу відтворює іррадіюючий біль у нозі. Якщо він викликає лише біль у спині, то тест негативний.
Мета-аналіз показав, що тест з прямими ногами має: 
- чутливість 91%
- специфічність 26%

Якщо підняття протилежної ноги викликає біль (перехресне або протилежне підняття прямої ноги):
- чутливість 29%
- специфічність 88%

## Симптом Ласеґа
Симптом Ласеґа був названий на честь Шарля Ласеґа (1816–1883). У 1864 році студент медицини Дж. Дж. Форст, викладачем якого був Ласеґ, описав ознаки розвитку болю в попереку під час випрямлення коліна, коли нога вже була піднята.